# William Ponsonby (1er vicomte Duncannon)
William Ponsonby, 1er vicomte Duncannon (1659 - 17 novembre 1724), est un pair anglo-irlandais.

## Biographie
Il est né en 1659, troisième fils de Sir John Ponsonby (vers 1608/9 - 1678) de Bessborough dans le comté de Kilkenny, colonel de cavalerie dans le service du Commonwealth, et troisième fils de la deuxième épouse de Sir John, Elizabeth, veuve de Richard Wingfield et d'Edward Trevor, et fille de Henry Folliott (1er baron Folliott) (en).
Il a deux frères et sœurs, Henry et Elizabeth, et deux demi-frères. Folliott Wingfield, 1er vicomte Powerscourt, est son demi-frère aîné du côté maternel. Il a également un demi-frère plus âgé, John, du côté de son père.
Bessborough, anciennement connu sous le nom de Kildalton, a été confisqué à Edmund Dalton, dont la famille la possédait depuis le XIIIe siècle, pour sa part dans la rébellion irlandaise de 1641. Il est accordé à Sir John Ponsonby, qui la renomme d'après sa deuxième épouse, Elizabeth (Bess).
William Ponsonby s'inscrit au Trinity College, Dublin, le 14 novembre 1677, à l'âge de dix-huit ans. Il succède à son frère aîné, sir Henry Ponsonby (fils aîné de sir John et d'Elizabeth), sous le règne du roi Guillaume III, et est colonel dans l'armée.

## Carrière politique
Il siège à la Chambre des communes irlandaise pour le comté de Kilkenny de 1692 à 1693, de 1695 à 1699 et de 1703 à 1721; il est nommé membre du Conseil privé irlandais le 11 novembre 1715. Le 11 septembre 1721, il est créé baron Bessborough, de Bessborough, comté de Kilkenny, dans la pairie d'Irlande, et prend son siège à la Chambre des lords irlandaise le 23 septembre. Il est ensuite créé vicomte Duncannon du fort de Duncannon, comté de Wexford, le 28 février 1723.

## Famille
Il épouse Mary, fille de l'hon. Randle Moore et petite-fille de Charles Moore, 2e vicomte Drogheda, dont il a neuf enfants, trois fils et six filles. Elle meurt le 26 mai 1713 à l'âge de 51 ans. Il meurt le 17 novembre 1724, et son fils aîné Brabazon lui succède. Lord Duncannon et sa femme sont enterrés dans l'église de Fiddown.